# Dicranophyma babaulti
Dicranophyma babaulti är en insektsart som beskrevs av Boris Petrovich Uvarov 1925. Dicranophyma babaulti ingår i släktet Dicranophyma och familjen gräshoppor. Inga underarter finns listade i Catalogue of Life.